# Marceli Jawornicki
Marceli Jawornicki (ur. 2 lutego 1813 w Husowie, zm. 31 sierpnia 1895 w Krakowie) – polski działacz społeczny, powstaniec listopadowy.

## Życiorys
Syn Eustachego, kapitana wojsk polskich księstwa warszawskiego i Teresy Bratkowskiej. Szkoły niższe ukończył w Siedlcach, gimnazjum Pijarów w Warszawie. W 1830 rozpoczął studia na Wydziale Prawa i Administracji Uniwersytetu Warszawskiego. Uczestniczył w powstaniu listopadowym, za co został odznaczony Złotym Krzyżem Virtuti Militari. W 1832 kształcił się w Instytucie Technicznym w Pradze. W 1836 osiadł w Galicji, gdzie pracując w przedsiębiorstwie Leona Sapiehy, zajmował się handlem zbożem i produktami rolnymi.
W 1853 zamieszkał w Krakowie. Był tam sekretarzem i członkiem Komitetu Towarzystwa Gospodarczo- Rolniczego krakowskiego, w latach 1854–1861 redaktorem wydawanego przez nie „Tygodnika-rolniczo-przemysłowego”, a także w latach 1862–1869 dwutygodnika „Dziennik Rolniczy”. W latach 1866–1874 był radnym miasta Krakowa. W 1866 wchodzi do rady Miejskiej, która w 1868 delegowała go do zarządu Kasy Oszczędności miasta Krakowa, od 1873 pełnił funkcję jej dyrektora. W latach 1877–1879 był członkiem Rady Nadzorczej Banku Galicyjskiego dla Handlu i Przemysłu.
W latach 1877–1895 był wiceprezesem Towarzystwa Przyjaciół Sztuk Pięknych w Krakowie.
Pochowany na Cmentarzu Rakowickim.